# Пац, Николай Стефан
Николай Стефан Пац (1623 — 8 мая 1684) — государственный и римско-католический деятель Великого княжества Литовского, дворянин королевский (1643), воевода трокский (1651—1670), каштелян виленский (1670—1671), епископ виленский (1671—1684). Староста кричевский, раканцишский и лаваришский.

## Биография
Представитель литовского магнатского рода Пацов герба «Гоздава». Младший сын подканцлера великого литовского Стефана Паца (1587—1640) и Анны Марцибеллы Рудомино-Дусятской (ум. ок. 1643). Старшие братья — дворянин королевский Станислав (ум. 1643) и канцлер великий литовский Кшиштоф Зигмунд (ок. 1621—1684).
В 1651 году Николай Стефан Пац получил должность воеводы трокского. В 1670 году был назначен каштеляном виленским, но через несколько месяцев развелся со своей женой Теодорой Тризной, оставил должности и был рукоположен в сан священника. В 1671 году Николай Стефан Пац получил сан епископа виленского. Быстро вступил в конфликт с виленским капитулом, который стремился добиться от папского престола отмены назначения Николая Паца. Только в 1681 году был официально утвержден в сане виленского епископа.
Был женат на Теодоре Тризне (ум. после 1694), от брака с которой не имел детей. Супруги развелись в 1670 году.